# Forbes Global 2000
Forbes Global 2000 ist eine jährlich erscheinende Liste der 2.000 größten börsennotierten Unternehmen der Welt. Sie wird vom US-amerikanischen Wirtschaftsmagazin Forbes veröffentlicht.

## Überblick
Die Liste Forbes Global 2000 wurde vom US-amerikanischen Wirtschaftsmagazin Forbes erstmals am 3. Juli 2003 veröffentlicht. Sie enthält die 2.000 größten börsennotierten Unternehmen der Welt. Die Liste ersetzte die zwischen 1997 und 2003 jährlich erschienene Liste Forbes 500 mit den 500 größten Unternehmen der USA. Die Liste ist bei weitem nicht vollständig, da nichtamerikanische Konzerne nur dann berücksichtigt werden, wenn sie Handelsbeziehungen mit den USA unterhalten.
Es gibt keinen weltweit anerkannten einheitlichen Bewertungsmaßstab für die Größe eines Unternehmens. Mögliche Größen sind der Umsatz, die Marktkapitalisierung oder die Mitarbeiterzahl. Forbes hat sich für eine Kombination von Umsatz, Nettogewinn, Aktiva und Marktwert entschieden. Dabei werden die Platzierungen der Unternehmen in den gleich gewichteten Kategorien zu einem Rang zusammengezählt.
Die von Forbes angewendete gleiche Gewichtung der vier Kriterien Umsatz, Nettogewinn, Aktiva und Marktwert, ohne dabei die Branche der einzelnen Unternehmen zu berücksichtigen, ergibt ein verzerrtes Bild zu Gunsten fremdkapitalintensiver Branchen wie Banken und Versicherungen. Insbesondere weil die Aktiva auch die mit Fremdkapital finanzierten Aktiva beinhalten und somit nicht die tatsächliche Höhe der Eigenmittel wiedergeben. So weist beispielsweise die Bank of America nur rund ein Drittel des Umsatzes, ein Drittel des Gewinns und rund 40 Prozent des Marktwertes von ExxonMobil auf, liegt aber nach der von Forbes angewendeten Methode dennoch einen Rang vor ExxonMobil.
Von 2003 bis 2012 lagen in der Liste Forbes Global 2000 fast immer Konzerne aus den USA (Citigroup, ExxonMobil, General Electric, JPMorgan Chase) auf Platz 1. Nur im Jahr 2008 notierte mit der britischen HSBC ein nichtamerikanischer Konzern auf dem 1. Rang. Seit 2013 belegte in jedem Jahr die Industrial and Commercial Bank of China den 1. Platz im Ranking. Die beste Platzierung eines deutschen Unternehmens erreichte Allianz 2008 mit dem 14. Rang.
Forbes Global 2000 steht in Konkurrenz zu den Listen Fortune Global 500 und Financial Times Global 500.

## Forbes Global 2000

### 2024
Die Liste erschien im Mai 2024 und zeigt die 25 größten Unternehmen im Jahr 2023 laut den Berechnungen von Forbes.
| Rang                                                                                                  | Name                       | Logo | Land                   | Umsatz (Mrd. $) | Gewinn (Mrd. $) | Gewinn-Umsatz-Quote | Aktiva (Mrd. $) | Marktwert (Mrd. $) | Branche        |
| --- | -------------------------- | ---- | ---------------------- | --------------- | --------------- | ------------------- | --------------- | ------------------ | -------------- |
| 1. | JPMorgan Chase             |      | Vereinigte Staaten     | 252,9           | 50,1            | 20 %                | 4090,7          | 588,1              | Banken         |
| 2. | Berkshire Hathaway         |      | Vereinigte Staaten     | 369,0           | 73,4            | 20 %                | 1070,0          | 899,1              | Mischkonzern   |
| 3. | Saudi Aramco               |      | Saudi-Arabien          | 489,1           | 116,9           | 24 %                | 661,5           | 1919,3             | Öl und Gas     |
| 4. | ICBC                       |      | Volksrepublik China    | 223,8           | 50,4            | 23 %                | 6586,0          | 215,2              | Banken         |
| 5. | Bank of America            |      | Vereinigte Staaten     | 183,3           | 25,0            | 14 %                | 3273,8          | 307,3              | Banken         |
| 6. | Amazon                     |      | Vereinigte Staaten     | 590,7           | 37,7            | 6 %                 | 531,0           | 1.922,1            | Einzelhandel   |
| 7. | China Construction Bank    |      | Volksrepublik China    | 199,8           | 47,0            | 24 %                | 5403,8          | 187,5              | Banken         |
| 8. | Microsoft Corp             |      | Vereinigte Staaten     | 236,6           | 86,2            | 36 %                | 484,3           | 3123,1             | Software       |
| 9. | Agricultural Bank of China |      | Volksrepublik China    | 193,5           | 37,4            | 19 %                | 5832,9          | 170,9              | Banken         |
| 10.                                                                                                   | Alphabet Inc.              |      | Vereinigte Staaten     | 317,9           | 82,4            | 26 %                | 407,4           | 2177,7             | Technologie    |
| 11.                                                                                                   | Toyota Motor               |      | Japan                  | 311,9           | 34,2            | 11 %                | 595,4           | 274,9              | Automobil      |
| 12.                                                                                                   | Apple Inc.                 |      | Vereinigte Staaten     | 381,6           | 100,4           | 26 %                | 337,4           | 2911,5             | Elektronik     |
| 13.                                                                                                   | Bank of China              |      | Volksrepublik China    | 173,3           | 32,1            | 19 %                | 4657,1          | 145,7              | Banken         |
| 14.                                                                                                   | ExxonMobil                 |      | Vereinigte Staaten     | 331,9           | 32,8            | 10 %                | 377,9           | 536,7              | Öl und Gas     |
| 15.                                                                                                   | HSBC                       |      | Vereinigtes Königreich | 144,9           | 22,2            | 15 %                | 3000,5          | 166,4              | Banken         |
| 16.                                                                                                   | Wells Fargo                |      | Vereinigte Staaten     | 120,1           | 18,8            | 16 %                | 1959,2          | 212,9              | Banken         |
| 17.                                                                                                   | Shell                      |      | Vereinigtes Königreich | 289,7           | 17,9            | 6 %                 | 402,0           | 228,5              | Öl und Gas     |
| 18.                                                                                                   | PetroChina                 |      | Volksrepublik China    | 399,1           | 22,7            | 6 %                 | 388,1           | 177,6              | Öl und Gas     |
| 19.                                                                                                   | UnitedHealth               |      | Vereinigte Staaten     | 379,5           | 15,4            | 4 %                 | 284,2           | 482,9              | Versicherungen |
| 20.                                                                                                   | Wal-Mart Stores            |      | Vereinigte Staaten     | 657,3           | 18,9            | 3 %                 | 254,1           | 521,1              | Einzelhandel   |
| 21.                                                                                                   | Samsung Electronics        |      | Südkorea               | 202,4           | 14,9            | 7 %                 | 349,8           | 388,0              | Elektronik     |
| 22.                                                                                                   | Chevron                    |      | Vereinigte Staaten     | 195,0           | 20,3            | 10 %                | 261,7           | 299,8              | Öl und Gas     |
| 23.                                                                                                   | Goldman Sachs              |      | Vereinigte Staaten     | 116,7           | 9,4             | 8 %                 | 1698,4          | 138,6              | Banken         |
| 24.                                                                                                   | Meta Platforms             |      | Vereinigte Staaten     | 142,7           | 45,8            | 32 %                | 222,8           | 1.197,0            | Technologie    |
| 25.                                                                                                   | TotalEnergies              |      | Frankreich             | 212,6           | 21,5            | 10 %                | 283,1           | 171,2              | Öl und Gas     |
| Ferner das jeweils größte Unternehmen in den deutschsprachigen Ländern, soweit nicht oben aufgeführt: |                            |      |                        |                 |                 |                     |                 |                    |                |
| 29.                                                                                                   | Allianz SE                 |      | Deutschland            | 148,2           | 9,7             | 7 %                 | 1056,8          | 113,8              | Versicherungen |
| 46.                                                                                                   | UBS                        |      | Schweiz                | 98,9            | 9,7             | 10 %                | 146,1           | 337,7              | Banken         |
| 357.                                                                                                  | Erste Group                |      | Österreich             | 59,7            | 3,6             | 6 %                 | 59,1            | 15,2               | Banken         |

### 2023
Die Liste erschien im Mai 2023 und zeigt die 25 größten Unternehmen im Jahr 2022 laut den Berechnungen von Forbes.
| Rang                                                                                                  | Name                       | Logo | Land                   | Umsatz (Mrd. $) | Gewinn (Mrd. $) | Aktiva (Mrd. $) | Marktwert (Mrd. $) | Branche           |
| --- | -------------------------- | ---- | ---------------------- | --------------- | --------------- | --------------- | ------------------ | ----------------- |
| 1. | JPMorgan Chase             |      | Vereinigte Staaten     | 179,9           | 41,8            | 3744,3          | 399,6              | Banken            |
| 2. | Saudi Aramco               |      | Saudi-Arabien          | 589,5           | 156,4           | 653,4           | 2055,2             | Öl und Gas        |
| 3. | ICBC                       |      | Volksrepublik China    | 216,7           | 52,5            | 6116,8          | 203,0              | Banken            |
| 4. | China Construction Bank    |      | Volksrepublik China    | 186,1           | 37,9            | 4977,5          | 173,0              | Banken            |
| 5. | Agricultural Bank of China |      | Volksrepublik China    | 186,1           | 37,9            | 5356,9          | 141,8              | Banken            |
| 6. | Bank of America            |      | Vereinigte Staaten     | 133,8           | 28,6            | 3194,7          | 220,8              | Banken            |
| 7. | Alphabet Inc.              |      | Vereinigte Staaten     | 282,9           | 58,6            | 369,5           | 1340,5             | Technologie       |
| 8 | ExxonMobil                 |      | Vereinigte Staaten     | 393,2           | 61,7            | 369,4           | 439,4              | Öl und Gas        |
| 9. | Microsoft Corp             |      | Vereinigte Staaten     | 207,6           | 69,0            | 380,1           | 2309,8             | Software          |
| 10.                                                                                                   | Apple Inc.                 |      | Vereinigte Staaten     | 385,1           | 94,3            | 332,2           | 2746,2             | Elektronik        |
| 11.                                                                                                   | Shell                      |      | Vereinigtes Königreich | 365,9           | 43,5            | 429,2           | 205,5              | Öl und Gas        |
| 12.                                                                                                   | Bank of China              |      | Volksrepublik China    | 158,2           | 33,2            | 4421,8          | 122,7              | Banken            |
| 13.                                                                                                   | Toyota Motor               |      | Japan                  | 270,5           | 18,5            | 542,5           | 188,2              | Automobil         |
| 14.                                                                                                   | Samsung Electronics        |      | Südkorea               | 220,1           | 34,5            | 348,8           | 334,3              | Elektronik        |
| 15.                                                                                                   | UnitedHealth               |      | Vereinigte Staaten     | 335,9           | 20,7            | 283,7           | 460,2              | Versicherungen    |
| 16.                                                                                                   | Ping An Insurance          |      | Volksrepublik China    | 166,4           | 12,6            | 1598,5          | 138,6              | Versicherung      |
| 17.                                                                                                   | Wells Fargo                |      | Vereinigte Staaten     | 108,9           | 14,5            | 1886,4          | 142,4              | Banken            |
| 18.                                                                                                   | Chevron                    |      | Vereinigte Staaten     | 232,1           | 35,8            | 255,9           | 303,5              | Öl und Gas        |
| 19.                                                                                                   | PetroChina                 |      | Volksrepublik China    | 457,4           | 22,2            | 384,6           | 122,9              | Öl und Gas        |
| 20.                                                                                                   | HSBC                       |      | Vereinigtes Königreich | 74,0            | 22,2            | 2989,7          | 151,2              | Banken            |
| 21.                                                                                                   | TotalEnergies              |      | Frankreich             | 257,6           | 21,1            | 293,0           | 151,6              | Öl und Gas        |
| 22.                                                                                                   | Verizon Communications     |      | Vereinigte Staaten     | 136,2           | 21,6            | 377,7           | 159,0              | Telekommunikation |
| 23.                                                                                                   | Wal-Mart Stores            |      | Vereinigte Staaten     | 611,3           | 11,7            | 243,2           | 409,1              | Einzelhandel      |
| 24.                                                                                                   | Citigroup                  |      | Vereinigte Staaten     | 120,4           | 15,0            | 2455,1          | 90,3               | Banken            |
| 25.                                                                                                   | China Mobile               |      | Volksrepublik China    | 72,4            | 18,8            | 290,0           | 129,8              | Telekommunikation |
| Ferner das jeweils größte Unternehmen in den deutschsprachigen Ländern, soweit nicht oben aufgeführt: |                            |      |                        |                 |                 |                 |                    |                   |
| 29.                                                                                                   | Volkswagen AG              |      | Deutschland            | 293,5           | 15,7            | 633,8           | 70,2               | Automobil         |
| 35.                                                                                                   | Nestlé                     |      | Schweiz                | 81,3            | 28,9            | 1607,1          | 97,4               | Nahrungsmittel    |
| 292.                                                                                                  | OMV                        |      | Österreich             | 26,1            | 3,3             | 370,1           | 20,6               | Öl und Gas        |

### 2022
Die Liste erschien im Mai 2022 und zeigt die 25 größten Unternehmen im Jahr 2021 laut den Berechnungen von Forbes.
| Rang                                                                                                  | Name                       | Logo | Land                   | Umsatz (Mrd. $) | Gewinn (Mrd. $) | Aktiva (Mrd. $) | Marktwert (Mrd. $) | Branche           |
| --- | -------------------------- | ---- | ---------------------- | --------------- | --------------- | --------------- | ------------------ | ----------------- |
| 1. | Berkshire Hathaway         |      | Vereinigte Staaten     | 276,1           | 89,2            | 958,8           | 741,5              | Mischkonzern      |
| 2. | ICBC                       |      | Volksrepublik China    | 203,1           | 54,0            | 5518,5          | 214,4              | Banken            |
| 3. | Saudi Aramco               |      | Saudi-Arabien          | 400,4           | 105,4           | 576,0           | 2292,1             | Öl und Gas        |
| 4. | JPMorgan Chase             |      | Vereinigte Staaten     | 124,5           | 42,1            | 3954,7          | 374,5              | Banken            |
| 5. | China Construction Bank    |      | Volksrepublik China    | 202,2           | 46,9            | 4747,0          | 181,3              | Banken            |
| 6. | Amazon.com Inc             |      | Vereinigte Staaten     | 469,8           | 33,4            | 420,6           | 1468,4             | Einzelhandel      |
| 7. | Apple Inc.                 |      | Vereinigte Staaten     | 378,7           | 100,6           | 381,2           | 2640,3             | Elektronik        |
| 8. | Agricultural Bank of China |      | Volksrepublik China    | 181,4           | 37,4            | 4561,1          | 133,4              | Banken            |
| 9. | Bank of America            |      | Vereinigte Staaten     | 96,8            | 31,0            | 3238,2          | 303,1              | Banken            |
| 10.                                                                                                   | Toyota Motor               |      | Japan                  | 281,8           | 28,2            | 552,5           | 237,7              | Automobil         |
| 11.                                                                                                   | Alphabet Inc.              |      | Vereinigte Staaten     | 257,5           | 76,0            | 359,3           | 1581,7             | Technologie       |
| 12.                                                                                                   | Microsoft Corp             |      | Vereinigte Staaten     | 184,9           | 71,2            | 340,4           | 2054,4             | Software          |
| 13.                                                                                                   | Bank of China              |      | Volksrepublik China    | 152,4           | 33,6            | 4192,8          | 117,8              | Banken            |
| 14.                                                                                                   | Samsung Electronics        |      | Südkorea               | 244,2           | 34,3            | 358,9           | 367,3              | Elektronik        |
| 15.                                                                                                   | ExxonMobil                 |      | Vereinigte Staaten     | 280,5           | 23,0            | 338,9           | 359,7              | Öl und Gas        |
| 16.                                                                                                   | Royal Dutch Shell          |      | Vereinigtes Königreich | 261,8           | 20,3            | 404,4           | 211,1              | Öl und Gas        |
| 17.                                                                                                   | Ping An Insurance          |      | Volksrepublik China    | 181,4           | 15,7            | 1587,1          | 121,7              | Versicherung      |
| 18.                                                                                                   | Wells Fargo                |      | Vereinigte Staaten     | 84,1            | 20,6            | 1939,7          | 176,8              | Banken            |
| 19.                                                                                                   | Verizon Communications     |      | Vereinigte Staaten     | 134,4           | 21,5            | 366,6           | 218,0              | Telekommunikation |
| 20.                                                                                                   | AT&T                       |      | Vereinigte Staaten     | 163,0           | 17,3            | 551,6           | 141,8              | Telekommunikation |
| 21.                                                                                                   | PetroChina                 |      | Volksrepublik China    | 380,3           | 14,3            | 392,6           | 142,3              | Öl und Gas        |
| 21.                                                                                                   | UnitedHealth               |      | Vereinigte Staaten     | 297,6           | 17,5            | 221,2           | 490,2              | Versicherungen    |
| 23.                                                                                                   | Wal-Mart Stores            |      | Vereinigte Staaten     | 572,8           | 13,7            | 244,9           | 431,6              | Einzelhandel      |
| 24.                                                                                                   | China Merchants Bank       |      | Volksrepublik China    | 71,1            | 18,6            | 1451,2          | 167,3              | Banken            |
| 25.                                                                                                   | Volkswagen AG              |      | Deutschland            | 295,7           | 17,5            | 638,3           | 82,4               | Automobil         |
| Ferner das jeweils größte Unternehmen in den deutschsprachigen Ländern, soweit nicht oben aufgeführt: |                            |      |                        |                 |                 |                 |                    |                   |
| 46.                                                                                                   | Nestlé                     |      | Schweiz                | 95,2            | 18,5            | 152,7           | 360,0              | Nahrungsmittel    |
| 386.                                                                                                  | OMV                        |      | Österreich             | 42,0            | 2,5             | 64,6            | 16,2               | Öl und Gas        |

### 2021
Die Liste erschien im Mai 2021 und zeigt die 25 größten Unternehmen im Geschäftsjahr 2020 laut den Berechnungen von Forbes.
| Rang                                                                                                  | Name                       | Logo | Land                | Umsatz (Mrd. $) | Gewinn (Mrd. $) | Aktiva (Mrd. $) | Marktwert (Mrd. $) | Branche           |
| --- | -------------------------- | ---- | ------------------- | --------------- | --------------- | --------------- | ------------------ | ----------------- |
| 1. | ICBC                       |      | Volksrepublik China | 190,5           | 45,8            | 4914,7          | 249,5              | Banken            |
| 2. | JPMorgan Chase             |      | Vereinigte Staaten  | 136,2           | 40,4            | 3689,3          | 464,8              | Banken            |
| 3. | Berkshire Hathaway         |      | Vereinigte Staaten  | 245,5           | 42,5            | 873,7           | 624,4              | Mischkonzern      |
| 4. | China Construction Bank    |      | Volksrepublik China | 173,5           | 39,3            | 4301,7          | 210,4              | Banken            |
| 5. | Saudi Aramco               |      | Saudi-Arabien       | 229,7           | 49,3            | 510,3           | 1897,2             | Öl und Gas        |
| 6. | Apple Inc.                 |      | Vereinigte Staaten  | 294,0           | 63,9            | 354,1           | 2252,3             | Elektronik        |
| 6. | Bank of America            |      | Vereinigte Staaten  | 98,8            | 17,9            | 2832,2          | 336,3              | Banken            |
| 6. | Ping An Insurance          |      | Volksrepublik China | 169,1           | 20,8            | 1453,8          | 211,2              | Versicherung      |
| 9. | Agricultural Bank of China |      | Volksrepublik China | 153,9           | 31,3            | 4159,9          | 140,1              | Banken            |
| 10.                                                                                                   | Amazon.com Inc             |      | Vereinigte Staaten  | 386,1           | 21,3            | 321,2           | 1711,8             | Einzelhandel      |
| 11.                                                                                                   | Samsung Electronics        |      | Südkorea            | 200,7           | 22,1            | 348,2           | 510,5              | Elektronik        |
| 12.                                                                                                   | Toyota Motor               |      | Japan               | 249,4           | 14,3            | 561,9           | 219,2              | Automobil         |
| 13.                                                                                                   | Alphabet Inc.              |      | Vereinigte Staaten  | 182,4           | 40,3            | 319,6           | 1538,9             | Technologie       |
| 14.                                                                                                   | Bank of China              |      | Volksrepublik China | 134,0           | 27,9            | 3731,4          | 116,7              | Banken            |
| 15.                                                                                                   | Microsoft Corp             |      | Vereinigte Staaten  | 153,3           | 51,3            | 304,1           | 1966,6             | Software          |
| 16.                                                                                                   | Citigroup                  |      | Vereinigte Staaten  | 84,4            | 17,1            | 2314,3          | 151,2              | Banken            |
| 17.                                                                                                   | Volkswagen AG              |      | Deutschland         | 254,1           | 9,5             | 646,4           | 147,2              | Automobil         |
| 18.                                                                                                   | Wal-Mart Stores            |      | Vereinigte Staaten  | 559,2           | 13,5            | 252,5           | 396,1              | Einzelhandel      |
| 19.                                                                                                   | Wells Fargo                |      | Vereinigte Staaten  | 85,9            | 7,4             | 1959,5          | 181,5              | Banken            |
| 20.                                                                                                   | Verizon Communications     |      | Vereinigte Staaten  | 128,3           | 17,8            | 316,5           | 241,3              | Telekommunikation |
| 21.                                                                                                   | UnitedHealth               |      | Vereinigte Staaten  | 262,9           | 16,9            | 205,2           | 369,6              | Versicherungen    |
| 22.                                                                                                   | China Merchants Bank       |      | Volksrepublik China | 60,4            | 14,1            | 1278,5          | 192,8              | Banken            |
| 23.                                                                                                   | Alibaba Group              |      | Volksrepublik China | 93,8            | 23,3            | 250,1           | 657,5              | Einzelhandel      |
| 24.                                                                                                   | Allianz SE                 |      | Deutschland         | 129,9           | 7,8             | 1357,5          | 108,0              | Versicherungen    |
| 25.                                                                                                   | Comcast                    |      | Vereinigte Staaten  | 103,6           | 10,5            | 273,9           | 252,4              | Telekommunikation |
| Ferner das jeweils größte Unternehmen in den deutschsprachigen Ländern, soweit nicht oben aufgeführt: |                            |      |                     |                 |                 |                 |                    |                   |
| 41.                                                                                                   | Nestlé                     |      | Schweiz             | 93,1            | 12,7            | 132,1           | 304,1              | Nahrungsmittel    |
| 441.                                                                                                  | OMV                        |      | Österreich          | 26,3            | 1,9             | 47,7            | 10,7               | Öl und Gas        |

### 2020
Die Liste erschien im Mai 2020 und zeigt die 25 größten Unternehmen im Geschäftsjahr 2019 laut den Berechnungen von Forbes.
| Rang                                                                                                  | Name                       | Logo | Land                | Umsatz (Mrd. $) | Gewinn (Mrd. $) | Aktiva (Mrd. $) | Marktwert (Mrd. $) | Branche           |
| --- | -------------------------- | ---- | ------------------- | --------------- | --------------- | --------------- | ------------------ | ----------------- |
| 1. | ICBC                       |      | Volksrepublik China | 177,2           | 45,3            | 4322,5          | 242,3              | Banken            |
| 2. | China Construction Bank    |      | Volksrepublik China | 162,1           | 38,9            | 3822            | 203,8              | Banken            |
| 3. | JPMorgan Chase             |      | Vereinigte Staaten  | 142,9           | 30,0            | 3139,4          | 291,7              | Banken            |
| 4. | Berkshire Hathaway         |      | Vereinigte Staaten  | 254,6           | 81,4            | 817,7           | 455,4              | Mischkonzern      |
| 5. | Agricultural Bank of China |      | Volksrepublik China | 148,7           | 30,9            | 3697,5          | 147,2              | Banken            |
| 6. | Saudi Aramco               |      | Saudi-Arabien       | 329,8           | 88,2            | 398,2           | 1.284,8            | Öl und Gas        |
| 7. | Ping An Insurance          |      | Volksrepublik China | 155,0           | 18,8            | 1218,6          | 187,2              | Versicherung      |
| 8. | Bank of America            |      | Vereinigte Staaten  | 112,1           | 24,1            | 2620            | 208,6              | Banken            |
| 9. | Apple Inc.                 |      | Vereinigte Staaten  | 267,7           | 57,2            | 320,4           | 1.285,5            | Elektronik        |
| 10.                                                                                                   | Bank of China              |      | Volksrepublik China | 135,4           | 27,2            | 3387            | 112,8              | Banken            |
| 11.                                                                                                   | AT&T                       |      | Vereinigte Staaten  | 179,2           | 14,4            | 545,4           | 218,6              | Telekommunikation |
| 12.                                                                                                   | Toyota Motor               |      | Japan               | 280,5           | 22,7            | 495,1           | 173,3              | Automobil         |
| 13.                                                                                                   | Alphabet Inc.              |      | Vereinigte Staaten  | 166,3           | 34,5            | 273,4           | 919,3              | Technologie       |
| 14.                                                                                                   | ExxonMobil                 |      | Vereinigte Staaten  | 256             | 14,3            | 362,6           | 196,6              | Öl und Gas        |
| 15.                                                                                                   | Microsoft Corp             |      | Vereinigte Staaten  | 138,6           | 46,3            | 285,4           | 1.259,3            | Software          |
| 16.                                                                                                   | Samsung Electronics        |      | Südkorea            | 197,6           | 18,4            | 304,9           | 278,7              | Elektronik        |
| 17.                                                                                                   | Wells Fargo                |      | Vereinigte Staaten  | 98,9            | 14,3            | 1981,3          | 118,8              | Banken            |
| 18.                                                                                                   | Citigroup                  |      | Vereinigte Staaten  | 104,4           | 17,1            | 2219,8          | 101,1              | Banken            |
| 19.                                                                                                   | Wal-Mart Stores            |      | Vereinigte Staaten  | 524             | 14,9            | 236,5           | 344,4              | Einzelhandel      |
| 20.                                                                                                   | Verizon Communications     |      | Vereinigte Staaten  | 131,4           | 18,4            | 294,5           | 237,7              | Telekommunikation |
| 21.                                                                                                   | Royal Dutch Shell          |      | Niederlande         | 311,6           | 9,9             | 394             | 126,5              | Öl und Gas        |
| 22.                                                                                                   | Amazon.com Inc             |      | Vereinigte Staaten  | 296,3           | 10,6            | 221,2           | 1233,4             | Einzelhandel      |
| 23.                                                                                                   | Volkswagen AG              |      | Deutschland         | 282,9           | 12              | 538,9           | 70,4               | Automobil         |
| 24.                                                                                                   | UnitedHealth               |      | Vereinigte Staaten  | 246,3           | 13,8            | 189,1           | 277,1              | Versicherungen    |
| 25.                                                                                                   | Allianz SE                 |      | Deutschland         | 122,4           | 8,9             | 1183,5          | 77,1               | Versicherungen    |
| Ferner das jeweils größte Unternehmen in den deutschsprachigen Ländern, soweit nicht oben aufgeführt: |                            |      |                     |                 |                 |                 |                    |                   |
| 39.                                                                                                   | Nestlé                     |      | Schweiz             | 89,9            | 13,0            | 140,3           | 333,2              | Nahrungsmittel    |
| 413.                                                                                                  | OMV                        |      | Österreich          | 18,9            | 1,4             | 63,4            | 16,8               | Öl und Gas        |

### 2019
Die Liste erschien im Mai 2019 und zeigt die 25 größten Unternehmen im Geschäftsjahr 2018 laut den Berechnungen von Forbes.
| Rang                                                                                                  | Name                       | Logo | Land                   | Umsatz (Mrd. $) | Gewinn (Mrd. $) | Aktiva (Mrd. $) | Marktwert (Mrd. $) | Branche           |
| --- | -------------------------- | ---- | ---------------------- | --------------- | --------------- | --------------- | ------------------ | ----------------- |
| 1. | ICBC                       |      | Volksrepublik China    | 175,9           | 45,2            | 4034,5          | 305,1              | Banken            |
| 2. | JPMorgan Chase             |      | Vereinigte Staaten     | 132,9           | 32,7            | 2737,2          | 368,5              | Banken            |
| 3. | China Construction Bank    |      | Volksrepublik China    | 150,3           | 38,8            | 3382,4          | 225                | Banken            |
| 4. | Agricultural Bank of China |      | Volksrepublik China    | 137,5           | 30,9            | 3293,1          | 197                | Banken            |
| 5. | Bank of America            |      | Vereinigte Staaten     | 111,9           | 28,5            | 2377,2          | 287,3              | Banken            |
| 6. | Apple                      |      | Vereinigte Staaten     | 261,7           | 59,4            | 373,7           | 961,3              | Elektronik        |
| 7. | Ping An Insurance          |      | Volksrepublik China    | 151,8           | 16,3            | 1038,3          | 220,2              | Versicherung      |
| 8. | Bank of China              |      | Volksrepublik China    | 126,7           | 27,5            | 3097,6          | 143                | Banken            |
| 9. | Royal Dutch Shell          |      | Niederlande            | 382,6           | 23,3            | 399,2           | 264,9              | Öl und Gas        |
| 10.                                                                                                   | Wells Fargo                |      | Vereinigte Staaten     | 101,5           | 23,1            | 1887,8          | 214,7              | Banken            |
| 11.                                                                                                   | ExxonMobil                 |      | Vereinigte Staaten     | 279,2           | 20,8            | 346,2           | 343,4              | Öl und Gas        |
| 12.                                                                                                   | AT&T                       |      | Vereinigte Staaten     | 170,8           | 19,4            | 531,9           | 233,3              | Telekommunikation |
| 13.                                                                                                   | Samsung Electronics        |      | Südkorea               | 221,5           | 39,9            | 304,1           | 272,4              | Elektronik        |
| 14.                                                                                                   | Citigroup                  |      | Vereinigte Staaten     | 100             | 17,9            | 1958,4          | 161,1              | Banken            |
| 15.                                                                                                   | Toyota Motor               |      | Japan                  | 272,1           | 17,2            | 465,6           | 176,6              | Automobil         |
| 16.                                                                                                   | Microsoft                  |      | Vereinigte Staaten     | 118,2           | 33,5            | 258,9           | 946,5              | Software          |
| 17.                                                                                                   | Alphabet Inc.              |      | Vereinigte Staaten     | 137             | 30,7            | 232,8           | 863,2              | Technologie       |
| 18.                                                                                                   | Volkswagen AG              |      | Deutschland            | 278,2           | 14              | 553,5           | 92                 | Automobil         |
| 19.                                                                                                   | Chevron                    |      | Vereinigte Staaten     | 158,7           | 14,8            | 253,9           | 228,3              | Öl und Gas        |
| 20.                                                                                                   | Verizon Communications     |      | Vereinigte Staaten     | 130,9           | 15,5            | 264,8           | 239,7              | Telekommunikation |
| 21.                                                                                                   | HSBC                       |      | Vereinigtes Königreich | 64,3            | 13,7            | 2558,1          | 175,5              | Banken            |
| 22.                                                                                                   | PetroChina                 |      | Volksrepublik China    | 322,8           | 8               | 354,3           | 198,7              | Öl und Gas        |
| 23.                                                                                                   | Allianz SE                 |      | Deutschland            | 146,1           | 8,8             | 1060,2          | 102,3              | Versicherungen    |
| 24.                                                                                                   | BP                         |      | Vereinigtes Königreich | 299,1           | 9,3             | 282,2           | 149,5              | Öl und Gas        |
| 25.                                                                                                   | Total                      |      | Frankreich             | 184,2           | 11,4            | 256,8           | 149,5              | Öl und Gas        |
| Ferner das jeweils größte Unternehmen in den deutschsprachigen Ländern, soweit nicht oben aufgeführt: |                            |      |                        |                 |                 |                 |                    |                   |
| 42.                                                                                                   | Nestlé                     |      | Schweiz                | 93,4            | 10,4            | 139             | 281,3              | Nahrungsmittel    |
| 391.                                                                                                  | Erste Group                |      | Österreich             | 11,5            | 2               | 271,5           | 17                 | Banken            |

### 2018
Die Liste erschien im Mai 2018 und zeigt die 25 größten Unternehmen im Geschäftsjahr 2017 laut den Berechnungen von Forbes.
| Rang                                                                                                  | Name                       | Logo | Land                   | Umsatz (Mrd. $) | Gewinn (Mrd. $) | Aktiva (Mrd. $) | Marktwert (Mrd. $) | Branche           |
| --- | -------------------------- | ---- | ---------------------- | --------------- | --------------- | --------------- | ------------------ | ----------------- |
| 1. | ICBC                       |      | Volksrepublik China    | 165,3           | 43,7            | 4210,9          | 311                | Banken            |
| 2. | China Construction Bank    |      | Volksrepublik China    | 143,2           | 37,2            | 3631,6          | 261,2              | Banken            |
| 3. | JPMorgan Chase             |      | Vereinigte Staaten     | 118,2           | 26,5            | 2609,8          | 387,7              | Banken            |
| 4. | Berkshire Hathaway         |      | Vereinigte Staaten     | 235,2           | 39,7            | 702,7           | 491,9              | Mischkonzern      |
| 5. | Agricultural Bank of China |      | Volksrepublik China    | 129,2           | 28,6            | 3439,3          | 184,1              | Banken            |
| 6. | Bank of America            |      | Vereinigte Staaten     | 103             | 20,3            | 2328,5          | 313,5              | Banken            |
| 7. | Wells Fargo                |      | Vereinigte Staaten     | 102,1           | 21,7            | 1915,4          | 265,3              | Banken            |
| 8. | Apple                      |      | Vereinigte Staaten     | 247,5           | 53,3            | 367,5           | 926,9              | Elektronik        |
| 9. | Bank of China              |      | Volksrepublik China    | 118,2           | 26,4            | 3204,2          | 158,6              | Banken            |
| 10.                                                                                                   | Ping An Insurance          |      | Volksrepublik China    | 141,6           | 13,9            | 1066,4          | 181,4              | Versicherung      |
| 11.                                                                                                   | Royal Dutch Shell          |      | Niederlande            | 321,8           | 15,2            | 410,7           | 306,5              | Öl und Gas        |
| 12.                                                                                                   | Toyota Motor               |      | Japan                  | 265,2           | 22,5            | 473             | 200,7              | Automobil         |
| 13.                                                                                                   | ExxonMobil                 |      | Vereinigte Staaten     | 230,1           | 20,4            | 348,8           | 344,1              | Öl und Gas        |
| 14.                                                                                                   | Samsung Electronics        |      | Südkorea               | 224,6           | 41              | 293,2           | 325,9              | Elektronik        |
| 15.                                                                                                   | AT&T                       |      | Vereinigte Staaten     | 159,2           | 30,6            | 446,3           | 198,3              | Telekommunikation |
| 16.                                                                                                   | Volkswagen AG              |      | Deutschland            | 272             | 13,1            | 531,4           | 101,4              | Automobil         |
| 17.                                                                                                   | HSBC                       |      | Vereinigtes Königreich | 63,2            | 10,8            | 2652,1          | 200,3              | Banken            |
| 18.                                                                                                   | Verizon Communications     |      | Vereinigte Staaten     | 128             | 31,2            | 264,5           | 200,9              | Telekommunikation |
| 19.                                                                                                   | BNP Paribas                |      | Frankreich             | 117,8           | 8,5             | 2353,9          | 93,6               | Banken            |
| 20.                                                                                                   | Microsoft                  |      | Vereinigte Staaten     | 103,3           | 14,2            | 245,5           | 750,6              | Software          |
| 21.                                                                                                   | Chevron                    |      | Vereinigte Staaten     | 139,4           | 10,2            | 256,4           | 248,1              | Öl und Gas        |
| 22.                                                                                                   | Allianz SE                 |      | Deutschland            | 122,5           | 7,7             | 1128,6          | 100,4              | Versicherungen    |
| 23.                                                                                                   | Alphabet Inc.              |      | Vereinigte Staaten     | 117,9           | 16,6            | 206,9           | 766,4              | Technologie       |
| 24.                                                                                                   | Wal-Mart Stores            |      | Vereinigte Staaten     | 500,3           | 9,9             | 204,5           | 246,2              | Einzelhandel      |
| 25.                                                                                                   | China Mobile               |      | Volksrepublik China    | 109,5           | 16,9            | 233,7           | 192,6              | Telekommunikation |
| Ferner das jeweils größte Unternehmen in den deutschsprachigen Ländern, soweit nicht oben aufgeführt: |                            |      |                        |                 |                 |                 |                    |                   |
| 48.                                                                                                   | Nestlé                     |      | Schweiz                | 91,2            | 7,3             | 133,8           | 237,3              | Nahrungsmittel    |
| 430.                                                                                                  | Erste Group                |      | Österreich             | 10,2            | 1,5             | 282,9           | 19                 | Banken            |

### 2017
Die Liste erschien im Mai 2017 und zeigt die 25 größten Unternehmen im Geschäftsjahr 2016 laut den Berechnungen von Forbes.
| Rang                                                                                                  | Name                       | Logo | Land                | Umsatz (Mrd. $) | Gewinn (Mrd. $) | Aktiva (Mrd. $) | Marktwert (Mrd. $) | Branche           |
| --- | -------------------------- | ---- | ------------------- | --------------- | --------------- | --------------- | ------------------ | ----------------- |
| 1. | ICBC                       |      | Volksrepublik China | 151,4           | 42,0            | 3473,2          | 229,8              | Banken            |
| 2. | China Construction Bank    |      | Volksrepublik China | 134,2           | 35,0            | 3016,6          | 200,5              | Banken            |
| 3. | Berkshire Hathaway         |      | Vereinigte Staaten  | 222,9           | 24,1            | 620,9           | 409,9              | Mischkonzern      |
| 4. | JPMorgan Chase             |      | Vereinigte Staaten  | 102,5           | 24,2            | 2513,0          | 306,6              | Banken            |
| 5. | Wells Fargo                |      | Vereinigte Staaten  | 97,6            | 21,9            | 1943,4          | 274,4              | Banken            |
| 6. | Agricultural Bank of China |      | Volksrepublik China | 115,7           | 27,8            | 2816            | 149,2              | Banken            |
| 7. | Bank of America            |      | Vereinigte Staaten  | 92,2            | 16,6            | 2196,8          | 105,2              | Banken            |
| 8. | Bank of China              |      | Volksrepublik China | 113,1           | 24,9            | 2611,5          | 141,3              | Banken            |
| 9. | Apple                      |      | Vereinigte Staaten  | 217,5           | 45,2            | 331,1           | 752                | Elektronik        |
| 10.                                                                                                   | Toyota Motor               |      | Japan               | 249,9           | 17,1            | 412,5           | 171,9              | Automobil         |
| 11.                                                                                                   | AT&T                       |      | Vereinigte Staaten  | 163,8           | 13              | 403,8           | 249,3              | Telekommunikation |
| 12.                                                                                                   | Citigroup                  |      | Vereinigte Staaten  | 84              | 14,7            | 1795,1          | 164,3              | Banken            |
| 13.                                                                                                   | ExxonMobil                 |      | Vereinigte Staaten  | 197,5           | 7,8             | 330,3           | 343,2              | Öl und Gas        |
| 14.                                                                                                   | General Electric           |      | Vereinigte Staaten  | 119,7           | 10              | 365,2           | 261,2              | Mischkonzern      |
| 15.                                                                                                   | Samsung Electronics        |      | Südkorea            | 174             | 19,3            | 217,1           | 254,3              | Elektronik        |
| 16.                                                                                                   | Ping An Insurance          |      | Volksrepublik China | 106,6           | 9,5             | 801,0           | 100,8              | Versicherung      |
| 17.                                                                                                   | Wal-Mart Stores            |      | Vereinigte Staaten  | 485,3           | 13,6            | 198,8           | 221,1              | Einzelhandel      |
| 18.                                                                                                   | Verizon Communications     |      | Vereinigte Staaten  | 126             | 13,1            | 244,2           | 198,4              | Telekommunikation |
| 19.                                                                                                   | Microsoft                  |      | Vereinigte Staaten  | 85,3            | 16,8            | 224,6           | 507,5              | Software          |
| 20.                                                                                                   | Royal Dutch Shell          |      | Niederlande         | 234,8           | 4,7             | 411,3           | 228,8              | Öl & Gas          |
| 21.                                                                                                   | Allianz SE                 |      | Deutschland         | 115,7           | 7,6             | 935,9           | 83,7               | Versicherungen    |
| 22.                                                                                                   | China Mobile               |      | Volksrepublik China | 106,8           | 16,4            | 218,9           | 225,3              | Telekommunikation |
| 23.                                                                                                   | BNP Paribas                |      | Frankreich          | 74,7            | 8,4             | 2190,7          | 80,5               | Banken            |
| 24.                                                                                                   | Alphabet Inc.              |      | Vereinigte Staaten  | 89,9            | 19,5            | 167,5           | 579,5              | Technologie       |
| 25.                                                                                                   | PetroChina                 |      | Volksrepublik China | 255,7           | 7               | 216,7           | 105,1              | Öl und Gas        |
| Ferner das jeweils größte Unternehmen in den deutschsprachigen Ländern, soweit nicht oben aufgeführt: |                            |      |                     |                 |                 |                 |                    |                   |
| 34.                                                                                                   | Nestlé                     |      | Schweiz             | 90,8            | 8,7             | 129,8           | 229,5              | Nahrungsmittel    |
| 436.                                                                                                  | Erste Group                |      | Österreich          | 9,8             | 1,1             | 218,1           | 12,6               | Banken            |

### 2016
Die Liste erschien im Mai 2016 und zeigt die 25 größten Unternehmen im Geschäftsjahr 2015 laut den Berechnungen von Forbes.
| Rang                                                                                                  | Name                       | Logo | Land                   | Umsatz (Mrd. $) | Gewinn (Mrd. $) | Aktiva (Mrd. $) | Marktwert (Mrd. $) | Branche           |
| --- | -------------------------- | ---- | ---------------------- | --------------- | --------------- | --------------- | ------------------ | ----------------- |
| 1. | ICBC                       |      | Volksrepublik China    | 171,1           | 44,2            | 3420,8          | 198,0              | Banken            |
| 2. | China Construction Bank    |      | Volksrepublik China    | 146,8           | 36,4            | 2826            | 162,8              | Banken            |
| 3. | Agricultural Bank of China |      | Volksrepublik China    | 131,9           | 28,8            | 2739,8          | 152,7              | Banken            |
| 4. | Berkshire Hathaway         |      | Vereinigte Staaten     | 210,8           | 24,1            | 561,1           | 360,1              | Mischkonzern      |
| 5. | JPMorgan Chase             |      | Vereinigte Staaten     | 99,9            | 23,5            | 2423,8          | 234,2              | Banken            |
| 6. | Bank of China              |      | Volksrepublik China    | 122,0           | 27,2            | 2589,6          | 143                | Banken            |
| 7. | Wells Fargo                |      | Vereinigte Staaten     | 91,4            | 22,7            | 1849,2          | 256                | Banken            |
| 8. | Apple                      |      | Vereinigte Staaten     | 233,3           | 53,7            | 293,3           | 586                | Elektronik        |
| 9. | ExxonMobil                 |      | Vereinigte Staaten     | 236,8           | 16,2            | 336,8           | 363,3              | Öl und Gas        |
| 10.                                                                                                   | Toyota Motor               |      | Japan                  | 235,8           | 19,3            | 406,7           | 177                | Automobil         |
| 11.                                                                                                   | Bank of America            |      | Vereinigte Staaten     | 91,5            | 15,8            | 2185,5          | 156                | Banken            |
| 12.                                                                                                   | AT&T                       |      | Vereinigte Staaten     | 146,8           | 13,2            | 402,7           | 234,2              | Telekommunikation |
| 13.                                                                                                   | Citigroup                  |      | Vereinigte Staaten     | 85,9            | 15,8            | 1,801           | 138,1              | Banken            |
| 14.                                                                                                   | HSBC                       |      | Vereinigtes Königreich | 70,3            | 13,5            | 2409,7          | 133                | Banken            |
| 15.                                                                                                   | Verizon Communications     |      | Vereinigte Staaten     | 131,8           | 18              | 244,6           | 206,2              | Telekommunikation |
| 16.                                                                                                   | Wal-Mart Stores            |      | Vereinigte Staaten     | 482,1           | 14,7            | 199,6           | 215,7              | Einzelhandel      |
| 17.                                                                                                   | PetroChina                 |      | Volksrepublik China    | 274,6           | 5,7             | 368,7           | 203,8              | Öl und Gas        |
| 18.                                                                                                   | China Mobile               |      | Volksrepublik China    | 107,8           | 17,1            | 219,9           | 241                | Telekommunikation |
| 18.                                                                                                   | Samsung Electronics        |      | Südkorea               | 177,3           | 16,5            | 206,5           | 161,6              | Elektronik        |
| 20.                                                                                                   | Ping An Insurance          |      | Volksrepublik China    | 98,7            | 8,7             | 732,3           | 90                 | Versicherung      |
| 21.                                                                                                   | Allianz SE                 |      | Deutschland            | 115,4           | 7,3             | 926,2           | 79,7               | Versicherungen    |
| 22.                                                                                                   | Volkswagen AG              |      | Deutschland            | 246,2           | 7,1             | 414,6           | 73,1               | Automobil         |
| 23.                                                                                                   | Microsoft                  |      | Vereinigte Staaten     | 86,6            | 10,2            | 181,9           | 407                | Software          |
| 24.                                                                                                   | BNP Paribas                |      | Frankreich             | 74,9            | 7,4             | 2166,3          | 66,8               | Banken            |
| 25.                                                                                                   | Daimler                    |      | Deutschland            | 165,7           | 9,3             | 235,9           | 75,4               | Automobil         |
| Ferner das jeweils größte Unternehmen in den deutschsprachigen Ländern, soweit nicht oben aufgeführt: |                            |      |                        |                 |                 |                 |                    |                   |
| 34.                                                                                                   | Nestlé                     |      | Schweiz                | 90,8            | 8,7             | 129,8           | 229,5              | Nahrungsmittel    |
| 436.                                                                                                  | Erste Group                |      | Österreich             | 9,8             | 1,1             | 218,1           | 12,6               | Banken            |

### 2015
Die Liste erschien im Mai 2015 und zeigt die 25 größten Unternehmen im Geschäftsjahr 2014 laut den Berechnungen von Forbes.
| Rang                                                                                                  | Name                       | Logo | Land                   | Umsatz (Mrd. $) | Gewinn (Mrd. $) | Aktiva (Mrd. $) | Marktwert (Mrd. $) | Branche           |
| --- | -------------------------- | ---- | ---------------------- | --------------- | --------------- | --------------- | ------------------ | ----------------- |
| 1. | ICBC                       |      | Volksrepublik China    | 166,8           | 44,8            | 3322            | 278,3              | Banken            |
| 2. | China Construction Bank    |      | Volksrepublik China    | 130,5           | 37              | 2698,9          | 212,9              | Banken            |
| 3. | Agricultural Bank of China |      | Volksrepublik China    | 129,2           | 29,1            | 2574,8          | 189,9              | Banken            |
| 4. | Bank of China              |      | Volksrepublik China    | 120,3           | 27,5            | 2458,3          | 199,1              | Banken            |
| 5. | Berkshire Hathaway         |      | Vereinigte Staaten     | 194,7           | 19,9            | 534,6           | 354,8              | Mischkonzern      |
| 6. | JPMorgan Chase             |      | Vereinigte Staaten     | 97,8            | 21,2            | 2593,6          | 225,5              | Banken            |
| 7. | ExxonMobil                 |      | Vereinigte Staaten     | 376,2           | 32,5            | 349,5           | 357,1              | Öl und Gas        |
| 8. | PetroChina                 |      | Volksrepublik China    | 333,4           | 17,4            | 387,7           | 334,6              | Öl und Gas        |
| 9. | General Electric           |      | Vereinigte Staaten     | 148,5           | 15,2            | 648,3           | 253,5              | Mischkonzern      |
| 10.                                                                                                   | Wells Fargo                |      | Vereinigte Staaten     | 90,4            | 23,1            | 1701,4          | 278,3              | Banken            |
| 11.                                                                                                   | Toyota Motor               |      | Japan                  | 252,2           | 19,1            | 389,7           | 239                | Automobil         |
| 12.                                                                                                   | Apple                      |      | Vereinigte Staaten     | 199,4           | 44,5            | 261,9           | 741,8              | Elektronik        |
| 13.                                                                                                   | Royal Dutch Shell          |      | Niederlande            | 420,4           | 14,9            | 353,1           | 195,4              | Öl und Gas        |
| 14.                                                                                                   | Volkswagen AG              |      | Deutschland            | 268,5           | 14,4            | 425             | 126                | Automobil         |
| 15.                                                                                                   | HSBC                       |      | Vereinigtes Königreich | 81,1            | 13,5            | 2634,1          | 167,7              | Banken            |
| 16.                                                                                                   | Chevron                    |      | Vereinigte Staaten     | 191,8           | 19,2            | 266             | 201                | Öl und Gas        |
| 16.                                                                                                   | Wal-Mart Stores            |      | Vereinigte Staaten     | 485,7           | 16,4            | 203,7           | 261,3              | Einzelhandel      |
| 18.                                                                                                   | Samsung Electronics        |      | Südkorea               | 195,9           | 21,9            | 209,6           | 199,4              | Elektronik        |
| 19.                                                                                                   | Citigroup                  |      | Vereinigte Staaten     | 93,9            | 7,2             | 1846            | 156,7              | Banken            |
| 20.                                                                                                   | China Mobile               |      | Volksrepublik China    | 104,1           | 17,7            | 209             | 271,5              | Telekommunikation |
| 21.                                                                                                   | Allianz SE                 |      | Deutschland            | 128,4           | 8,3             | 979             | 82                 | Versicherungen    |
| 22.                                                                                                   | Verizon Communications     |      | Vereinigte Staaten     | 127,1           | 9,6             | 232,7           | 202,5              | Telekommunikation |
| 23.                                                                                                   | Bank of America            |      | Vereinigte Staaten     | 97              | 4,8             | 2114,1          | 163,2              | Banken            |
| 24.                                                                                                   | Sinopec                    |      | Volksrepublik China    | 427,6           | 7,7             | 233,9           | 121                | Öl und Gas        |
| 25.                                                                                                   | Microsoft                  |      | Vereinigte Staaten     | 93,3            | 20,7            | 174,8           | 340,8              | Software          |
| Ferner das jeweils größte Unternehmen in den deutschsprachigen Ländern, soweit nicht oben aufgeführt: |                            |      |                        |                 |                 |                 |                    |                   |
| 30.                                                                                                   | Nestlé                     |      | Schweiz                | 100,1           | 15,8            | 134,3           | 247,3              | Nahrungsmittel    |
| 616.                                                                                                  | OMV                        |      | Österreich             | 47,6            | 0,473           | 43,4            | 9,4                | Öl und Gas        |

### 2014
Die Liste erschien im Mai 2014 und zeigt die 20 größten Unternehmen im Geschäftsjahr 2013 laut den Berechnungen von Forbes.
| Rang | Name                       | Land           | Umsatz (Mrd. $) | Gewinn (Mrd. $) | Aktiva (Mrd. $) | Marktwert (Mrd. $) | Branche       |
| ---- | -------------------------- | -------------- | --------------- | --------------- | --------------- | ------------------ | ------------- |
| 1.   | ICBC                       | China          | 148,7           | 42,7            | 3124,9          | 215,6              | Banken        |
| 2.   | China Construction Bank    | China          | 121,3           | 34,2            | 2449,5          | 174,4              | Banken        |
| 3.   | Agricultural Bank of China | China          | 136,4           | 27              | 2405,4          | 141,1              | Banken        |
| 4.   | JPMorgan Chase             | USA            | 105,7           | 17,3            | 2435,3          | 229,7              | Banken        |
| 5.   | Berkshire Hathaway         | USA            | 178,8           | 19,5            | 493,4           | 309,1              | Mischkonzerne |
| 6.   | ExxonMobil                 | USA            | 432,4           | 32,6            | 346,8           | 422,3              | Öl und Gas    |
| 7.   | General Electric           | USA            | 143,3           | 14,8            | 656,6           | 259,6              | Mischkonzerne |
| 8.   | Wells Fargo                | USA            | 88,7            | 21,9            | 1543            | 261,4              | Banken        |
| 9.   | Bank of China              | China          | 105,1           | 25,5            | 2291,8          | 124,2              | Banken        |
| 10.  | PetroChina                 | China          | 328,5           | 21,1            | 386,9           | 202                | Öl & Gas      |
| 11.  | Royal Dutch Shell          | Niederlande    | 459,6           | 16,4            | 357,5           | 234,1              | Öl & Gas      |
| 12.  | Toyota                     | Japan          | 255,6           | 18,8            | 385,5           | 193,5              | Automobil     |
| 13.  | Bank of America            | USA            | 101,5           | 11,4            | 2113,8          | 183,3              | Banken        |
| 14.  | HSBC                       | Großbritannien | 79,6            | 16,3            | 2671,3          | 192,6              | Banken        |
| 15.  | Apple                      | USA            | 173,8           | 37              | 225,2           | 483,1              | Technologie   |
| 16.  | Citigroup                  | USA            | 94,1            | 13,4            | 1883,4          | 145,1              | Banken        |
| 17.  | BP                         | Großbritannien | 379,2           | 23,6            | 305,7           | 148,8              | Öl und Gas    |
| 18.  | Chevron                    | USA            | 211,8           | 21,4            | 253,8           | 227,2              | Öl und Gas    |
| 19.  | Volkswagen AG              | Deutschland    | 261,5           | 12              | 446,9           | 119                | Automobil     |
| 20.  | Walmart                    | USA            | 476,5           | 16              | 204,8           | 247,9              | Einzelhandel  |

### 2013
Die Liste erschien am 17. April 2013 mit den Angaben für das Geschäftsjahr 2012. Der Marktwert bezieht sich auf den Börsenkurs vom 15. März 2013.
| Rang | Name                       | Land                | Umsatz (Mrd. $) | Gewinn (Mrd. $) | Aktiva (Mrd. $) | Marktwert (Mrd. $) | Branche       |
| ---- | -------------------------- | ------------------- | --------------- | --------------- | --------------- | ------------------ | ------------- |
| 1.   | ICBC                       | Volksrepublik China | 134,8           | 37,8            | 2.813,5         | 237,3              | Banken        |
| 2.   | China Construction Bank    | Volksrepublik China | 113,1           | 30,6            | 2.241,0         | 202,0              | Banken        |
| 3.   | JPMorgan Chase             | USA                 | 108,2           | 21,3            | 2.359,1         | 191,4              | Banken        |
| 4.   | General Electric           | USA                 | 147,4           | 13,6            | 685,3           | 243,7              | Mischkonzerne |
| 5.   | ExxonMobil                 | USA                 | 420,7           | 44,9            | 333,8           | 400,4              | Öl und Gas    |
| 6.   | HSBC                       | Großbritannien      | 104,9           | 14,3            | 2.684,1         | 201,3              | Banken        |
| 7.   | Royal Dutch Shell          | Niederlande         | 467,2           | 26,6            | 360,3           | 213,1              | Öl und Gas    |
| 8.   | Agricultural Bank of China | Volksrepublik China | 103,0           | 23,0            | 2.124,2         | 150,8              | Banken        |
| 9.   | Berkshire Hathaway         | USA                 | 162,5           | 14,8            | 427,5           | 252,8              | Mischkonzerne |
| 9.   | PetroChina                 | Volksrepublik China | 308,9           | 18,3            | 347,8           | 261,2              | Öl und Gas    |
| 11.  | Bank of China              | Volksrepublik China | 98,1            | 22,1            | 2.033,8         | 131,7              | Banken        |
| 12.  | Wells Fargo                | USA                 | 91,2            | 18,9            | 1.423,0         | 201,3              | Banken        |
| 13.  | Chevron                    | USA                 | 222,6           | 26,2            | 233,0           | 232,5              | Öl und Gas    |
| 14.  | Volkswagen                 | Deutschland         | 254,0           | 28,6            | 408,2           | 94,4               | Automobile    |
| 15.  | Apple                      | USA                 | 164,7           | 41,7            | 196,1           | 416,6              | Technologie   |
| 15.  | Walmart                    | USA                 | 469,2           | 17,0            | 203,1           | 242,5              | Einzelhandel  |
| 17.  | Gazprom                    | Russland            | 144,0           | 40,6            | 339,3           | 111,4              | Öl und Gas    |
| 18.  | BP                         | Großbritannien      | 370,9           | 11,6            | 301,0           | 130,4              | Öl und Gas    |
| 19.  | Citigroup                  | USA                 | 90,7            | 7,5             | 1.864,7         | 143,6              | Banken        |
| 20.  | Petrobras                  | Brasilien           | 144,1           | 11,0            | 331,6           | 120,7              | Öl und Gas    |
| 20.  | Samsung Electronics        | Südkorea            | 187,8           | 21,7            | 196,3           | 174,4              | Technologie   |

### 2012
Die Liste erschien am 18. April 2012 mit den Angaben für das Geschäftsjahr 2011. Der Marktwert bezieht sich auf den Börsenkurs vom 16. März 2012.
| Rang | Name                       | Land                | Umsatz (Mrd. $) | Gewinn (Mrd. $) | Aktiva (Mrd. $) | Marktwert (Mrd. $) | Branche       |
| ---- | -------------------------- | ------------------- | --------------- | --------------- | --------------- | ------------------ | ------------- |
| 1.   | ExxonMobil                 | USA                 | 433,5           | 41,1            | 331,1           | 407,4              | Öl und Gas    |
| 2.   | JPMorgan Chase             | USA                 | 110,8           | 19,0            | 2.265,8         | 170,1              | Banken        |
| 3.   | General Electric           | USA                 | 147,3           | 14,2            | 717,2           | 213,7              | Mischkonzerne |
| 4.   | Royal Dutch Shell          | Niederlande         | 470,2           | 30,9            | 340,5           | 227,6              | Öl und Gas    |
| 5.   | ICBC                       | Volksrepublik China | 82,6            | 25,1            | 2.039,1         | 237,4              | Banken        |
| 6.   | HSBC                       | Großbritannien      | 102,0           | 16,2            | 2.550,0         | 164,3              | Banken        |
| 7.   | PetroChina                 | Volksrepublik China | 310,1           | 20,6            | 304,7           | 294,7              | Öl und Gas    |
| 8.   | Berkshire Hathaway         | USA                 | 143,7           | 10,3            | 392,6           | 202,2              | Mischkonzerne |
| 9.   | Wells Fargo                | USA                 | 87,6            | 15,9            | 1.313,9         | 178,7              | Banken        |
| 10.  | Petrobras                  | Brasilien           | 145,9           | 20,1            | 319,4           | 180,0              | Öl und Gas    |
| 11.  | BP                         | Großbritannien      | 375,5           | 25,7            | 292,5           | 147,4              | Öl und Gas    |
| 12.  | Chevron                    | USA                 | 236,3           | 26,9            | 209,5           | 218,0              | Öl und Gas    |
| 13.  | China Construction Bank    | Volksrepublik China | 68,7            | 20,5            | 1.637,8         | 201,9              | Banken        |
| 14.  | Citigroup                  | USA                 | 102,6           | 11,1            | 1.873,9         | 107,5              | Banken        |
| 15.  | Gazprom                    | Russland            | 117,6           | 31,7            | 302,6           | 159,8              | Öl und Gas    |
| 16.  | Walmart                    | USA                 | 447,0           | 15,7            | 193,4           | 208,4              | Einzelhandel  |
| 17.  | Volkswagen                 | Deutschland         | 221,9           | 21,5            | 328,7           | 79,5               | Automobile    |
| 18.  | Total                      | Frankreich          | 216,2           | 15,9            | 213,0           | 132,4              | Öl und Gas    |
| 19.  | Agricultural Bank of China | Volksrepublik China | 62,4            | 14,4            | 1.563,9         | 154,8              | Banken        |
| 20.  | BNP Paribas                | Frankreich          | 119,0           | 7,9             | 2.539,1         | 61,5               | Banken        |

### 2011
Die Liste erschien am 20. April 2011 mit den Angaben für das Geschäftsjahr 2010. Der Marktwert bezieht sich auf den Börsenkurs von 11. März 2011.
Die Ränge 8 und 11 wurden in der Liste Forbes Global 2000 zweimal vergeben.
| Rang | Name                    | Land                | Umsatz (Mrd. $) | Gewinn (Mrd. $) | Aktiva (Mrd. $) | Marktwert (Mrd. $) | Branche           |
| ---- | ----------------------- | ------------------- | --------------- | --------------- | --------------- | ------------------ | ----------------- |
| 1.   | JPMorgan Chase          | USA                 | 115,5           | 17,4            | 2.117,6         | 182,2              | Banken            |
| 2.   | HSBC                    | Großbritannien      | 103,3           | 13,3            | 2.467,9         | 186,5              | Banken            |
| 3.   | General Electric        | USA                 | 150,2           | 11,6            | 751,2           | 216,2              | Mischkonzerne     |
| 4.   | ExxonMobil              | USA                 | 341,6           | 30,5            | 302,5           | 407,2              | Öl und Gas        |
| 5.   | Royal Dutch Shell       | Niederlande         | 369,1           | 20,1            | 317,2           | 212,9              | Öl und Gas        |
| 6.   | PetroChina              | Volksrepublik China | 222,3           | 21,2            | 251,3           | 320,8              | Öl und Gas        |
| 7.   | ICBC                    | Volksrepublik China | 69,2            | 18,8            | 1723,5          | 239,5              | Banken            |
| 8.   | Berkshire Hathaway      | USA                 | 136,2           | 13,0            | 372,2           | 211,0              | Mischkonzerne     |
| 8.   | Petrobras               | Brasilien           | 121,3           | 21,2            | 313,2           | 238,8              | Öl und Gas        |
| 10.  | Citigroup               | USA                 | 111,5           | 10,6            | 1.913,9         | 132,8              | Banken            |
| 11.  | BNP Paribas             | Frankreich          | 130,4           | 10,5            | 2.680,7         | 88,0               | Banken            |
| 11.  | Wells Fargo             | USA                 | 93,2            | 12,4            | 1.258,1         | 170,6              | Banken            |
| 13.  | Banco Santander         | Spanien             | 109,7           | 12,8            | 1.570,6         | 94,7               | Banken            |
| 14.  | AT&T                    | USA                 | 124,3           | 19,9            | 268,5           | 168,2              | Telekommunikation |
| 15.  | Gazprom                 | Russland            | 98,7            | 25,7            | 275,9           | 172,9              | Öl und Gas        |
| 16.  | Chevron                 | USA                 | 189,6           | 19,0            | 184,8           | 200,6              | Öl und Gas        |
| 17.  | China Construction Bank | Volksrepublik China | 58,2            | 15,6            | 1.408,0         | 224,8              | Banken            |
| 18.  | Walmart                 | USA                 | 421,8           | 16,4            | 180,7           | 187,3              | Handel            |
| 19.  | Total                   | Frankreich          | 188,1           | 14,2            | 192,8           | 138,0              | Öl und Gas        |
| 20.  | Allianz                 | Deutschland         | 142,9           | 6,7             | 838,4           | 62,7               | Versicherungen    |

### 2010
Die Liste erschien am 21. April 2010 mit den Angaben für das Geschäftsjahr 2009. Der Marktwert bezieht sich auf den Börsenkurs vom 1. März 2010.
Die Rang 8 wurde in der Liste Forbes Global 2000 zweimal vergeben.
| Rang | Name                    | Land                | Umsatz (Mrd. $) | Gewinn (Mrd. $) | Aktiva (Mrd. $) | Marktwert (Mrd. $) | Branche           |
| ---- | ----------------------- | ------------------- | --------------- | --------------- | --------------- | ------------------ | ----------------- |
| 1.   | JPMorgan Chase          | USA                 | 115,63          | 11,65           | 2.031,99        | 166,19             | Banken            |
| 2.   | General Electric        | USA                 | 156,78          | 11,03           | 781,82          | 169,65             | Mischkonzerne     |
| 3.   | Bank of America         | USA                 | 150,45          | 6,28            | 2.223,30        | 167,63             | Banken            |
| 4.   | ExxonMobil              | USA                 | 275,56          | 19,28           | 233,32          | 308,77             | Öl und Gas        |
| 5.   | ICBC                    | Volksrepublik China | 71,86           | 16,27           | 1.428,46        | 242,23             | Banken            |
| 6.   | Banco Santander         | Spanien             | 109,57          | 12,34           | 1.438,68        | 107,12             | Banken            |
| 7.   | Wells Fargo             | USA                 | 98,64           | 12,28           | 1.243,65        | 141,69             | Banken            |
| 8.   | HSBC                    | Großbritannien      | 103,74          | 5,83            | 2.355,83        | 178,27             | Banken            |
| 8.   | Royal Dutch Shell       | Niederlande         | 278,19          | 12,52           | 287,64          | 168,63             | Öl und Gas        |
| 10.  | BP                      | Großbritannien      | 239,27          | 16,58           | 235,45          | 167,13             | Öl und Gas        |
| 11.  | BNP Paribas             | Frankreich          | 101,06          | 8,37            | 2.952,22        | 86,67              | Banken            |
| 12.  | PetroChina              | Volksrepublik China | 157,22          | 16,80           | 174,95          | 333,84             | Öl und Gas        |
| 13.  | AT&T                    | USA                 | 123,02          | 12,54           | 268,75          | 147,55             | Telekommunikation |
| 14.  | Walmart                 | USA                 | 408,21          | 14,34           | 170,71          | 205,37             | Handel            |
| 15.  | Berkshire Hathaway      | USA                 | 112,49          | 8,06            | 297,12          | 190,86             | Mischkonzerne     |
| 16.  | Gazprom                 | Russland            | 115,25          | 24,33           | 234,77          | 132,58             | Öl und Gas        |
| 17.  | China Construction Bank | Volksrepublik China | 59,16           | 13,59           | 1.106,20        | 184,32             | Banken            |
| 18.  | Petrobras               | Brasilien           | 104,81          | 16,63           | 198,26          | 190,34             | Öl und Gas        |
| 19.  | Total                   | Frankreich          | 160,68          | 12,10           | 183,29          | 131,80             | Öl und Gas        |
| 20.  | Chevron                 | USA                 | 159,29          | 10,48           | 164,62          | 146,23             | Öl und Gas        |

### 2009
Die Liste erschien am 8. April 2009 mit den Angaben für das Geschäftsjahr 2008. Der Marktwert bezieht sich auf den Börsenkurs vom 27. Februar 2009.
Der Rang 9 wurde in der Liste Forbes Global 2000 zweimal vergeben.
| Rang | Name               | Land                | Umsatz (Mrd. $) | Gewinn (Mrd. $) | Aktiva (Mrd. $) | Marktwert (Mrd. $) | Branche           |
| ---- | ------------------ | ------------------- | --------------- | --------------- | --------------- | ------------------ | ----------------- |
| 1.   | General Electric   | USA                 | 182,52          | 17,41           | 797,77          | 89,87              | Mischkonzerne     |
| 2.   | Royal Dutch Shell  | Niederlande         | 458,36          | 26,28           | 278,44          | 135,10             | Öl und Gas        |
| 3.   | Toyota             | Japan               | 263,42          | 17,21           | 324,98          | 102,35             | Automobile        |
| 4.   | ExxonMobil         | USA                 | 425,70          | 45,22           | 228,05          | 335,54             | Öl und Gas        |
| 5.   | BP                 | Großbritannien      | 361,14          | 21,16           | 228,24          | 119,70             | Öl und Gas        |
| 6.   | HSBC               | Großbritannien      | 142,05          | 5,73            | 2.520,45        | 85,04              | Banken            |
| 7.   | AT&T               | USA                 | 124,03          | 12,87           | 265,25          | 140,08             | Telekommunikation |
| 8.   | Walmart            | USA                 | 405,61          | 13,40           | 163,43          | 193,15             | Handel            |
| 9.   | Banco Santander    | Spanien             | 96,23           | 13,25           | 1.318,86        | 49,75              | Banken            |
| 9.   | Chevron            | USA                 | 255,11          | 23,93           | 161,17          | 121,70             | Öl und Gas        |
| 11.  | Total              | Frankreich          | 223,15          | 14,74           | 164,66          | 112,90             | Öl und Gas        |
| 12.  | ICBC               | Volksrepublik China | 53,60           | 11,16           | 1.188,08        | 170,83             | Banken            |
| 13.  | Gazprom            | Russland            | 97,29           | 26,78           | 276,81          | 74,55              | Öl und Gas        |
| 14.  | PetroChina         | Volksrepublik China | 114,32          | 19,94           | 145,14          | 270,56             | Öl und Gas        |
| 15.  | Volkswagen         | Deutschland         | 158,40          | 6,52            | 244,05          | 75,18              | Automobile        |
| 16.  | JPMorgan Chase     | USA                 | 101,49          | 3,70            | 2.175,05        | 85,87              | Banken            |
| 17.  | GDF Suez           | Frankreich          | 115,59          | 9,05            | 232,71          | 70,46              | Versorger         |
| 18.  | Eni                | Italien             | 158,32          | 12,91           | 139,80          | 80,68              | Öl und Gas        |
| 19.  | Berkshire Hathaway | USA                 | 107,79          | 4,99            | 267,40          | 122,11             | Mischkonzerne     |
| 20.  | Vodafone           | Großbritannien      | 58,74           | 6,53            | 701,08          | 50,95              | Telekommunikation |

### 2008
Die Liste erschien am 2. April 2008 mit den Angaben für das Geschäftsjahr 2007. Der Marktwert bezieht sich auf den Börsenkurs vom 29. Februar 2008.
Der Rang 10 wurde in der Liste Forbes Global 2000 zweimal vergeben.
| Rang | Name                   | Land           | Umsatz (Mrd. $) | Gewinn (Mrd. $) | Aktiva (Mrd. $) | Marktwert (Mrd. $) | Branche             |
| ---- | ---------------------- | -------------- | --------------- | --------------- | --------------- | ------------------ | ------------------- |
| 1.   | HSBC                   | Großbritannien | 146,50          | 19,13           | 2.348,98        | 180,81             | Banken              |
| 2.   | General Electric       | USA            | 172,74          | 22,21           | 795,34          | 330,93             | Mischkonzerne       |
| 3.   | Bank of America        | USA            | 119,19          | 14,98           | 1.715,75        | 176,53             | Banken              |
| 4.   | JPMorgan Chase         | USA            | 116,35          | 15,37           | 1.562,15        | 136,88             | Banken              |
| 5.   | ExxonMobil             | USA            | 358,60          | 40,61           | 242,08          | 465,51             | Öl und Gas          |
| 6.   | Royal Dutch Shell      | Niederlande    | 355,78          | 31,33           | 266,22          | 221,09             | Öl und Gas          |
| 7.   | BP                     | Großbritannien | 281,03          | 20,60           | 236,08          | 204,94             | Öl und Gas          |
| 8.   | Toyota                 | Japan          | 203,80          | 13,99           | 276,38          | 175,08             | Automobile          |
| 9.   | ING Groep              | Niederlande    | 197,93          | 12,65           | 1.932,15        | 75,78              | Finanzdienstleister |
| 10.  | Berkshire Hathaway     | USA            | 118,25          | 13,21           | 273,16          | 216,65             | Mischkonzerne       |
| 10.  | Royal Bank of Scotland | Großbritannien | 108,45          | 14,62           | 3.807,51        | 76,64              | Banken              |
| 12.  | AT&T                   | USA            | 118,93          | 11,95           | 275,64          | 210,22             | Telekommunikation   |
| 13.  | BNP Paribas            | Frankreich     | 89,16           | 9,64            | 1.898,19        | 97,03              | Banken              |
| 14.  | Allianz                | Deutschland    | 139,12          | 10,90           | 1.547,48        | 80,30              | Versicherungen      |
| 15.  | Total                  | Frankreich     | 199,74          | 19,24           | 165,75          | 181,80             | Öl und Gas          |
| 16.  | Walmart                | USA            | 378,80          | 12,73           | 163,38          | 198,60             | Handel              |
| 17.  | Chevron                | USA            | 203,97          | 18,69           | 148,79          | 179,97             | Öl und Gas          |
| 18.  | AIG                    | USA            | 110,06          | 6,20            | 1.060,51        | 118,20             | Versicherungen      |
| 19.  | Gazprom                | Russland       | 81,76           | 23,30           | 201,72          | 306,79             | Öl und Gas          |
| 20.  | AXA                    | Frankreich     | 151,70          | 7,75            | 1.064,67        | 70,33              | Versicherungen      |

### 2007
Die Liste erschien am 29. März 2007 mit den Angaben für das Geschäftsjahr 2006. Der Marktwert bezieht sich auf den Börsenkurs vom 28. Februar 2007.
Der Rang 19 wurde in der Liste Forbes Global 2000 zweimal vergeben.
| Rang | Name                   | Land           | Umsatz (Mrd. $) | Gewinn (Mrd. $) | Aktiva (Mrd. $) | Marktwert (Mrd. $) | Branche             |
| ---- | ---------------------- | -------------- | --------------- | --------------- | --------------- | ------------------ | ------------------- |
| 1.   | Citigroup              | USA            | 146,56          | 21,54           | 1.884,32        | 247,42             | Banken              |
| 2.   | Bank of America        | USA            | 116,57          | 21,13           | 1.459,74        | 226,61             | Banken              |
| 3.   | HSBC                   | Großbritannien | 146,56          | 21,54           | 1.884,32        | 247,42             | Banken              |
| 4.   | General Electric       | USA            | 163,39          | 20,83           | 697,24          | 358,98             | Mischkonzerne       |
| 5.   | JPMorgan Chase         | USA            | 99,30           | 14,44           | 1.351,52        | 170,97             | Banken              |
| 6.   | AIG                    | USA            | 113,19          | 14,01           | 979,41          | 174,47             | Versicherungen      |
| 7.   | ExxonMobil             | USA            | 335,09          | 39,50           | 223,95          | 410,65             | Öl und Gas          |
| 8.   | Royal Dutch Shell      | Niederlande    | 318,85          | 25,44           | 232,31          | 208,25             | Öl und Gas          |
| 9.   | UBS                    | Schweiz        | 105,59          | 9,78            | 1.776,89        | 116,84             | Banken              |
| 10.  | ING Groep              | Niederlande    | 153,44          | 9,65            | 1.615,05        | 93,99              | Finanzdienstleister |
| 11.  | BP                     | Großbritannien | 265,91          | 22,29           | 217,60          | 198,14             | Öl und Gas          |
| 12.  | Toyota                 | Japan          | 179,02          | 11,68           | 243,60          | 217,69             | Automobile          |
| 13.  | Royal Bank of Scotland | Großbritannien | 77,41           | 12,51           | 1.705,35        | 124,13             | Banken              |
| 14.  | BNP Paribas            | Frankreich     | 89,16           | 9,64            | 1.898,19        | 97,03              | Banken              |
| 15.  | Allianz                | Deutschland    | 125,33          | 8,81            | 1.380,88        | 87,22              | Versicherungen      |
| 16.  | Berkshire Hathaway     | USA            | 98,54           | 11,02           | 248,44          | 163,79             | Mischkonzerne       |
| 17.  | Walmart                | USA            | 348,65          | 11,29           | 151,19          | 201,36             | Handel              |
| 18.  | Barclays               | Großbritannien | 67,71           | 8,95            | 1.949,17        | 94,79              | Banken              |
| 19.  | Chevron                | USA            | 195,34          | 17,14           | 132,63          | 149,37             | Öl und Gas          |
| 19.  | Total                  | Frankreich     | 175,05          | 15,53           | 138,82          | 152,62             | Öl und Gas          |

### 2006
Die Liste erschien am 30. März 2006 mit den Angaben für das Geschäftsjahr 2005. Der Marktwert bezieht sich auf den Börsenkurs vom 28. Februar 2006.
| Rang | Name                   | Land           | Umsatz (Mrd. $) | Gewinn (Mrd. $) | Aktiva (Mrd. $) | Marktwert (Mrd. $) | Branche             |
| ---- | ---------------------- | -------------- | --------------- | --------------- | --------------- | ------------------ | ------------------- |
| 1.   | Citigroup              | USA            | 120,32          | 24,64           | 1.494,04        | 230,93             | Versicherungen      |
| 2.   | General Electric       | USA            | 149,70          | 16,35           | 673,30          | 348,45             | Mischkonzerne       |
| 3.   | Bank of America        | USA            | 85,39           | 16,47           | 1.291,80        | 184,17             | Banken              |
| 4.   | AIG                    | USA            | 106,98          | 11,90           | 843,40          | 172,24             | Versicherungen      |
| 5.   | HSBC                   | Großbritannien | 76,38           | 12,36           | 1.274,22        | 193,32             | Banken              |
| 6.   | ExxonMobil             | USA            | 328,21          | 36,13           | 208,34          | 362,53             | Öl und Gas          |
| 7.   | Royal Dutch Shell      | Niederlande    | 306,73          | 25,31           | 216,95          | 203,52             | Öl und Gas          |
| 8.   | BP                     | Großbritannien | 249,47          | 22,63           | 206,91          | 225,93             | Öl und Gas          |
| 9.   | JPMorgan Chase         | USA            | 79,90           | 8,48            | 1.198,94        | 144,13             | Banken              |
| 10.  | UBS                    | Schweiz        | 78,25           | 10,65           | 1.519,40        | 105,69             | Banken              |
| 11.  | ING Groep              | Niederlande    | 137,11          | 8,52            | 1.369,55        | 81,43              | Finanzdienstleister |
| 12.  | Toyota                 | Japan          | 173,09          | 10,93           | 227,05          | 175,54             | Automobile          |
| 13.  | Walmart                | USA            | 312,43          | 11,23           | 138,17          | 188,86             | Einzelhandel        |
| 14.  | Royal Bank of Scotland | Großbritannien | 55,05           | 8,66            | 1.119,90        | 106,41             | Banken              |
| 15.  | Total                  | Frankreich     | 144,94          | 14,51           | 125,47          | 154,74             | Öl und Gas          |
| 16.  | Chevron                | USA            | 184,92          | 14,10           | 124,81          | 126,80             | Öl und Gas          |
| 17.  | BNP Paribas            | Frankreich     | 60,90           | 6,33            | 1.227,95        | 77,73              | Banken              |
| 18.  | Berkshire Hathaway     | USA            | 76,33           | 6,74            | 196,71          | 133,67             | Mischkonzerne       |
| 19.  | Banco Santander        | Spanien        | 44,81           | 8,54            | 956,39          | 91,34              | Banken              |
| 20.  | Barclays               | Großbritannien | 47,87           | 5,92            | 1.587,06        | 75,99              | Banken              |

### 2005
Die Liste erschien am 31. März 2005 mit den Angaben für das Geschäftsjahr 2004. Der Marktwert bezieht sich auf den Börsenkurs vom 28. Februar 2005.
| Rang | Name                   | Land           | Umsatz (Mrd. $) | Gewinn (Mrd. $) | Aktiva (Mrd. $) | Marktwert (Mrd. $) | Branche             |
| ---- | ---------------------- | -------------- | --------------- | --------------- | --------------- | ------------------ | ------------------- |
| 1.   | Citigroup              | USA            | 108,28          | 17,05           | 1.484,10        | 247,66             | Versicherungen      |
| 2.   | General Electric       | USA            | 152,36          | 16,59           | 750,33          | 372,14             | Mischkonzerne       |
| 3.   | AIG                    | USA            | 95,04           | 10,91           | 776,42          | 173,99             | Versicherungen      |
| 4.   | Bank of America        | USA            | 65,45           | 14,14           | 1.110,46        | 188,77             | Banken              |
| 5.   | HSBC                   | Großbritannien | 62,97           | 9,52            | 1.031,29        | 186,74             | Banken              |
| 6.   | ExxonMobil             | USA            | 263,99          | 25,33           | 195,26          | 405,25             | Öl und Gas          |
| 7.   | Royal Dutch Shell      | Niederlande    | 265,19          | 18,54           | 193,83          | 221,49             | Öl und Gas          |
| 8.   | BP                     | Großbritannien | 285,06          | 15,73           | 191,11          | 231,88             | Öl und Gas          |
| 9.   | ING Groep              | Niederlande    | 92,01           | 8,10            | 1.175,16        | 68,04              | Finanzdienstleister |
| 10.  | Toyota                 | Japan          | 165,68          | 11,13           | 211,15          | 140,89             | Automobile          |
| 11.  | UBS                    | Schweiz        | 62,22           | 7,10            | 1.115,90        | 89,16              | Banken              |
| 12.  | Walmart                | USA            | 285,22          | 10,27           | 120,62          | 218,56             | Einzelhandel        |
| 13.  | Royal Bank of Scotland | Großbritannien | 46,65           | 8,66            | 1.119,90        | 108,95             | Banken              |
| 14.  | JPMorgan Chase         | USA            | 50,12           | 4,66            | 1.138,47        | 129,98             | Banken              |
| 15.  | Berkshire Hathaway     | USA            | 74,21           | 6,36            | 181,86          | 138,74             | Mischkonzerne       |
| 16.  | BNP Paribas            | Frankreich     | 55,08           | 5,80            | 1.228,03        | 64,39              | Banken              |
| 17.  | IBM                    | USA            | 96,29           | 8,43            | 109,18          | 152,76             | Technologie         |
| 18.  | Total                  | Frankreich     | 131,64          | 8,84            | 98,69           | 151,13             | Öl und Gas          |
| 19.  | Verizon                | USA            | 71,28           | 7,83            | 165,96          | 99,64              | Telekommunikation   |
| 20.  | ChevronTexaco          | USA            | 142,90          | 13,33           | 93,21           | 131,52             | Öl und Gas          |

### 2004
Die Liste erschien am 25. März 2004 mit den Angaben für das Geschäftsjahr 2003. Der Marktwert bezieht sich auf den Börsenkurs vom 13. Februar 2004.
| Rang | Name                   | Land           | Umsatz (Mrd. $) | Gewinn (Mrd. $) | Aktiva (Mrd. $) | Marktwert (Mrd. $) | Branche             |
| ---- | ---------------------- | -------------- | --------------- | --------------- | --------------- | ------------------ | ------------------- |
| 1.   | Citigroup              | USA            | 94,71           | 17,85           | 1.264,03        | 255,30             | Versicherungen      |
| 2.   | General Electric       | USA            | 134,19          | 15,59           | 626,93          | 328,54             | Mischkonzerne       |
| 3.   | AIG                    | USA            | 76,66           | 6,46            | 647,66          | 194,87             | Versicherungen      |
| 4.   | ExxonMobil             | USA            | 222,88          | 20,96           | 166,99          | 277,02             | Öl und Gas          |
| 5.   | BP                     | Großbritannien | 232,57          | 10,27           | 177,57          | 173,54             | Öl und Gas          |
| 6.   | Bank of America        | USA            | 49,01           | 10,81           | 736,45          | 117,55             | Banken              |
| 7.   | HSBC                   | Großbritannien | 44,33           | 6,66            | 757,60          | 177,96             | Banken              |
| 8.   | Toyota                 | Japan          | 135,82          | 7,99            | 171,71          | 115,40             | Automobile          |
| 9.   | Fannie Mae             | USA            | 53,13           | 6,48            | 1.019,17        | 76,84              | Banken              |
| 10.  | Walmart                | USA            | 256,33          | 9,05            | 104,91          | 243,74             | Handel              |
| 11.  | UBS                    | Schweiz        | 48,95           | 5,15            | 853,23          | 85,07              | Banken              |
| 12.  | ING Group              | Niederlande    | 94,72           | 4,73            | 752,49          | 54,59              | Finanzdienstleister |
| 13.  | Royal Dutch Shell      | Niederlande    | 133,50          | 8,40            | 100,72          | 163,45             | Öl und Gas          |
| 14.  | Berkshire Hathaway     | USA            | 56,22           | 6,95            | 172,24          | 141,14             | Mischkonzerne       |
| 15.  | JPMorgan Chase         | USA            | 44,39           | 4,47            | 792,70          | 81,94              | Banken              |
| 16.  | IBM                    | USA            | 89,13           | 7,58            | 104,46          | 171,54             | Technologie         |
| 17.  | Total                  | Frankreich     | 131,64          | 8,84            | 87,84           | 116,64             | Öl und Gas          |
| 18.  | BNP Paribas            | Frankreich     | 47,74           | 4,73            | 745,09          | 59,29              | Banken              |
| 19.  | Royal Bank of Scotland | Großbritannien | 35,65           | 4,95            | 663,45          | 90,21              | Banken              |
| 20.  | Freddie Mac            | USA            | 46,26           | 10,09           | 752,25          | 44,25              | Banken              |

### 2003
Die Liste erschien am 3. Juli 2003 mit den Angaben für das Geschäftsjahr 2002. Der Marktwert bezieht sich auf den Börsenkurs vom 30. Mai 2003.
Die Ränge 11 und 15 wurden in der Liste Forbes Global 2000 zweimal vergeben.
| Rang | Name                   | Land           | Umsatz (Rang) | Gewinn (Rang) | Aktiva (Rang) | Marktwert (Rang) | Branche             |
| ---- | ---------------------- | -------------- | ------------- | ------------- | ------------- | ---------------- | ------------------- |
| 1.   | Citigroup              | USA            | 15            | 3             | 1             | 6                | Versicherungen      |
| 2.   | General Electric       | USA            | 9             | 2             | 21            | 1                | Mischkonzerne       |
| 3.   | AIG                    | USA            | 26            | 23            | 20            | 11               | Versicherungen      |
| 4.   | ExxonMobil             | USA            | 2             | 1             | 79            | 4                | Öl und Gas          |
| 5.   | Bank of America        | USA            | 58            | 7             | 16            | 20               | Banken              |
| 6.   | Royal Dutch Shell      | Niederlande    | 4             | 8             | 86            | 8                | Öl und Gas          |
| 7.   | BP                     | Großbritannien | 5             | 13            | 80            | 9                | Öl und Gas          |
| 8.   | Fannie Mae             | USA            | 43            | 24            | 3             | 38               | Banken              |
| 9.   | HSBC                   | Großbritannien | 72            | 16            | 9             | 14               | Banken              |
| 10.  | Toyota                 | Japan          | 8             | 11            | 77            | 32               | Automobile          |
| 11.  | Verizon                | USA            | 27            | 15            | 72            | 22               | Telekommunikation   |
| 11.  | Walmart                | USA            | 1             | 10            | 120           | 5                | Einzelhandel        |
| 13.  | ING Group              | Niederlande    | 17            | 34            | 11            | 113              | Finanzdienstleister |
| 14.  | Royal Bank of Scotland | Großbritannien | 95            | 30            | 17            | 36               | Banken              |
| 15.  | Berkshire Hathaway     | USA            | 63            | 26            | 74            | 21               | Mischkonzerne       |
| 15.  | BNP Paribas            | Frankreich     | 50            | 53            | 12            | 69               | Banken              |
| 17.  | IBM                    | USA            | 20            | 40            | 122           | 10               | Technologie         |
| 18.  | Altria Group           | USA            | 33            | 5             | 128           | 27               | Tabak               |
| 19.  | General Motors         | USA            | 3             | 56            | 32            | 103              | Automobile          |
| 20.  | Total                  | Frankreich     | 14            | 22            | 136           | 24               | Öl und Gas          |

## Länderstatistik
Anzahl Global-2000-Unternehmen:
| Rang (2022) | Land                               | 2022                         | 2020                         | 2017                         | 2016                         | 2015                         |
| ----------- | ---------------------------------- | ---------------------------- | ---------------------------- | ---------------------------- | ---------------------------- | ---------------------------- |
| 1           | Vereinigte Staaten                 | 595                          | 588                          | 555                          | 540                          | 577                          |
| 2           | Volksrepublik China (mit Hongkong) | 351 (China 297, Hongkong 54) | 314 (China 256, Hongkong 58) | 264 (China 202, Hongkong 62) | 249 (China 200, Hongkong 49) | 232 (China 180, Hongkong 52) |
| 3           | Japan                              | 195                          | 217                          | 228                          | 219                          | 219                          |
| 4           | Südkorea                           | 65                           | 58                           | 64                           | 67                           | 66                           |
| 5           | Kanada                             | 58                           | 61                           | 58                           | 53                           | 52                           |
| 6           | Vereinigtes Königreich             | 57                           | 77                           | 91                           | 92                           | 95                           |
| 7           | Indien                             | 55                           | 50                           | 58                           | 56                           | 56                           |
| 8           | Frankreich                         | 54                           | 57                           | 60                           | 61                           | 61                           |
| 9           | Deutschland                        | 52                           | 51                           | 51                           | 50                           | 53                           |
| 10          | Taiwan                             | 48                           | 43                           | 46                           | 47                           | 47                           |
| 11          | Schweiz                            | 40                           | 41                           | 46                           | 44                           | 46                           |
| ferner:     | Österreich                         | 9                            | 9                            | 8                            | 8                            | 7                            |